# Debenhams
Debenhams é uma multinacional britânica que opera com lojas de departamento no Reino Unido e na Dinamarca, além de possuir diversas franquias em outros países da Europa, Ásia e Oriente Médio. Fundada ainda no século XVIII pelo empresário William Debenham, sua sede é localizada em Oxford Street, em Londres. Especializada em vestuário, cosméticos e artigos para o lar, estima-se que empregue mais de 25 mil funcionários. Em 2018, foi apurado um lucro de £2.277 milhões de libras esterlinas.